# Claire Bretécher
Pour les articles homonymes, voir Bretécher.
Claire Bretécher (prononciation : /bʁə.te.ʃe/) est une auteure de bande dessinée humoristique et illustratrice française née le 17 avril 1940 à Nantes et morte le 11 février 2020 à Paris 10e.
Après avoir collaboré aux principaux titres de la presse jeunesse franco-belge dans les années 1960 (Record, Tintin et Spirou), Bretécher participe à l'émergence de la bande dessinée adulte francophone en rejoignant Pilote en 1969 puis en cofondant L'Écho des savanes en 1972. De 1973 à 1981, elle publie dans l'hebdomadaire d'information généraliste Le Nouvel Observateur une série de gags en une ou deux pages moquant les comportements de la bourgeoisie intellectuelle urbaine française, sous le titre Les Frustrés, première bande dessinée francophone à succès fondée sur la critique sociale. Ensuite, tout en travaillant ponctuellement pour la presse, elle continue à se faire la sociologue des classes moyennes supérieures urbaines en consacrant des albums à la maternité, à la médecine, au tourisme, puis à l'adolescence avec sa deuxième œuvre phare, la série Agrippine (1988-2009).
Seule femme à avoir collaboré aux principaux périodiques franco-belges classiques, Claire Bretécher jouit d'une notoriété dès le début des années 1970, qui va s'accroissant tout au long de la décennie grâce à sa collaboration au Nouvel Observateur. Régulièrement invitée dans les médias et traduite dans de nombreuses langues, cette auteure majeure de la bande dessinée francophone a reçu plusieurs prix importants, dont en 1982 un grand prix d'Angoulême spécial remis par les lauréats précédents. En 2015, elle a fait l'objet d'une exposition rétrospective à la Bibliothèque publique d'information du centre Beaubourg, à Paris.
Parallèlement à ses bandes dessinées, Bretécher a beaucoup travaillé pour la publicité et réalisé une œuvre peinte qui a fait l'objet de plusieurs recueils. C'est par ailleurs une pionnière de l'auto-édition d'albums de bande dessinée, qu'elle pratique de 1975 au milieu des années 2000. Les Frustrés (en 1975) et Agrippine (en 2001) ont été adaptés en dessin animé.

## Biographie

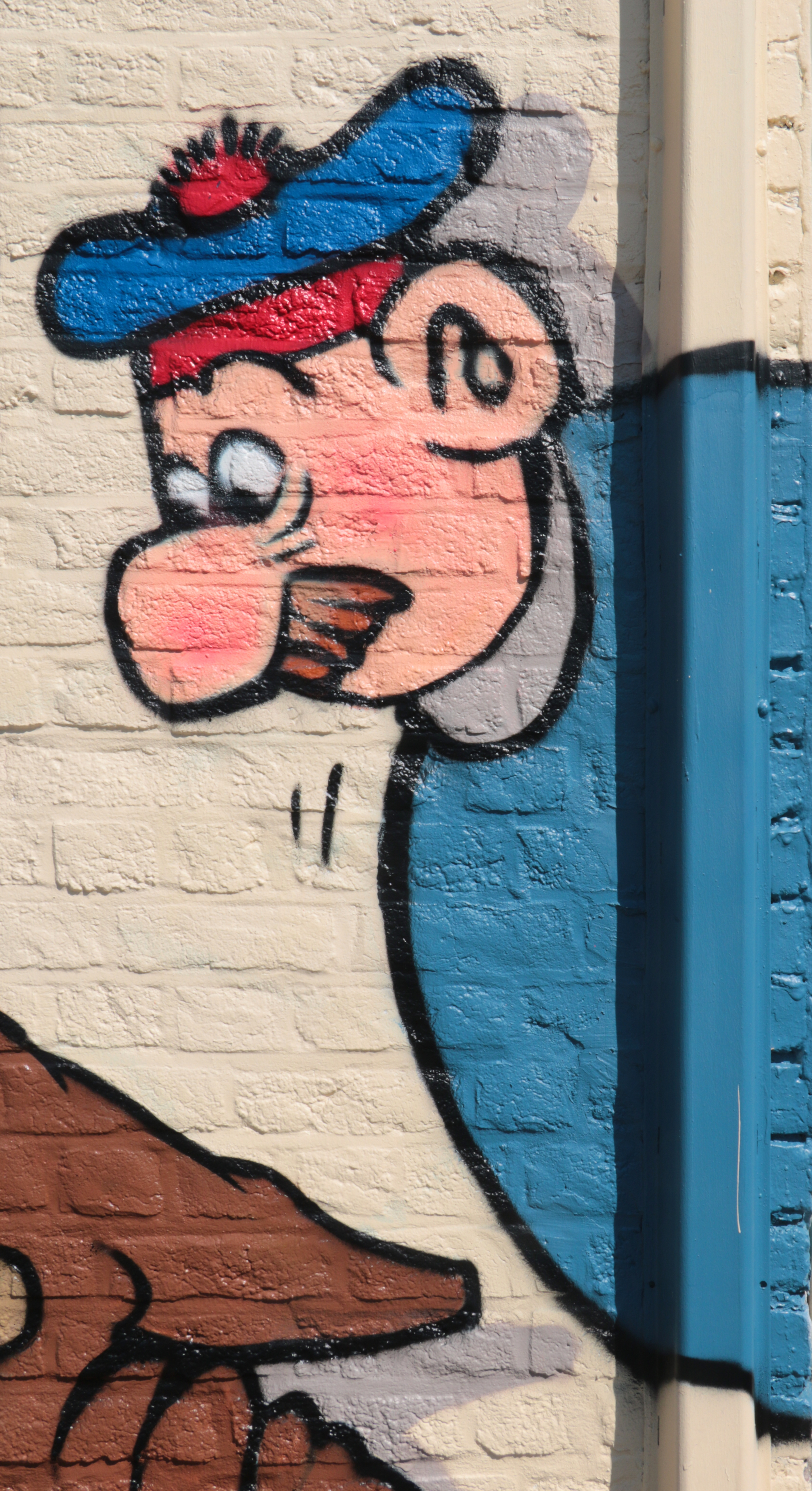
Les Naufragés peints durant le festival de street art Fresh Paint OLLN sur la façade de la Maison de la Citoyenneté à Ottignies.

### Jeunesse et formation
Claire Marie Anne Bretécher naît le 17 avril 1940 à Nantes, dans une famille catholique bourgeoise, d'un père juriste et d'une mère femme au foyer. Durant toute son enfance, elle passe ses vacances à Saint-Gilles-Croix-de-Vie puis à Belle-Île-en-Mer et grandit à la Confrérie des Ursulines de Jésus. Elle commence très tôt à dessiner et suit des cours pendant une année aux Beaux-Arts de Nantes durant son adolescence. Désireuse de quitter une ville qu'elle n'aime pas et un père violent, elle part s'installer à Paris à 19 ans.

### Débuts dans la presse jeunesse
Claire Bretécher s'établit rue Gabrielle, dans le quartier de Montmartre, alors malfamé. Dès son arrivée, elle tente de placer ses travaux dans diverses rédactions ; en parallèle, elle garde des enfants pour gagner sa vie. En 1960, elle enseigne le dessin en lycée durant neuf mois mais cette expérience n'est pas concluante. Après avoir réussi à placer quelques illustrations dans Le Pèlerin, elle collabore avec les éditions Bayard qui publient ses dessins dans plusieurs de leurs magazines. Dans la seconde moitié des années 1960, elle exerce également pour Larousse, Hachette et pour la publicité.
Bretécher débute dans la bande dessinée en illustrant une histoire de René Goscinny, Facteur Rhésus, parue en 1963 dans L'Os à Moelle, que Pierre Dac vient de relancer. Bretécher éprouve de grandes difficultés à répondre aux attentes de Goscinny et la série est arrêtée après quelques mois. En 1964, elle commence à collaborer au mensuel Record et y publie plusieurs illustrations ou histoires courtes. De 1965 à 1967, elle travaille également pour l’hebdomadaire Tintin où elle crée le personnage humoristique d'Hector. En 1967, le rédacteur en chef Yvan Delporte accepte son histoire Des navets dans le cosmos puis Bretécher dessine pour le journal Spirou, qui publie à partir de décembre Les Gnangnan, série humoristique mettant en scène des bébés aux dialogues très adultes. En 1968, elle crée le duo comique de Huns : Baratine et Molgaga pour Record. La même année commencent dans Spirou les séries Les Naufragés, sur des textes de Raoul Cauvin, puis Robin les foies, pourtant élaborée avant les deux précédentes.

### DePiloteauNouvel Observateur: une autrice majeure des années 1970
À partir de 1969, elle participe au journal Pilote ; elle y crée le personnage de Cellulite et déploie un « humour plus adulte ». Dans ce même journal, elle doit — comme la plupart des auteurs non établis — réaliser des histoires courtes inspirées de l'actualité, ce qui l'enthousiasme peu ; toutefois, avec l'assentiment de René Goscinny, elle peut ensuite y injecter l'aspect satirique qu'elle désirait y mettre : ces actualités deviennent alors une série de gags en une planche intitulée Salades de saison. Elle publie également de nombreuses histoires courtes qu'elle scénarise presque toujours et, entre avril et juillet 1970, elle achève Tulipe et Minibus, récit de 28 pages que Hubuc, mourant, n'avait plus la force de dessiner. Seule femme de la rédaction, elle y apprécie cependant l'atmosphère. Fin 1971, les cinq récits de Fernand l'orphelin qu'Yvan Delporte avait écrits pour elle sont publiés sous le titre Alfred de Wees dans le magazine néerlandais Pep.
Au dernier trimestre 1972, tout en continuant à travailler pour Pilote, Bretécher participe également à la création avec Gotlib et Mandryka de L'Écho des savanes, à la demande de ce dernier. Bien que Goscinny ne lui refusait jamais d'histoire dans Pilote, elle se réjouit de pouvoir traiter dans L'Écho n'importe quel sujet. Cette première expérience dans la presse pour adultes est suivie d'une collaboration au nouveau mensuel écologique Le Sauvage, qui publie dès son premier numéro en mai 1973 Le Bolot occidental, première incursion de Bretécher dans la presse généraliste.

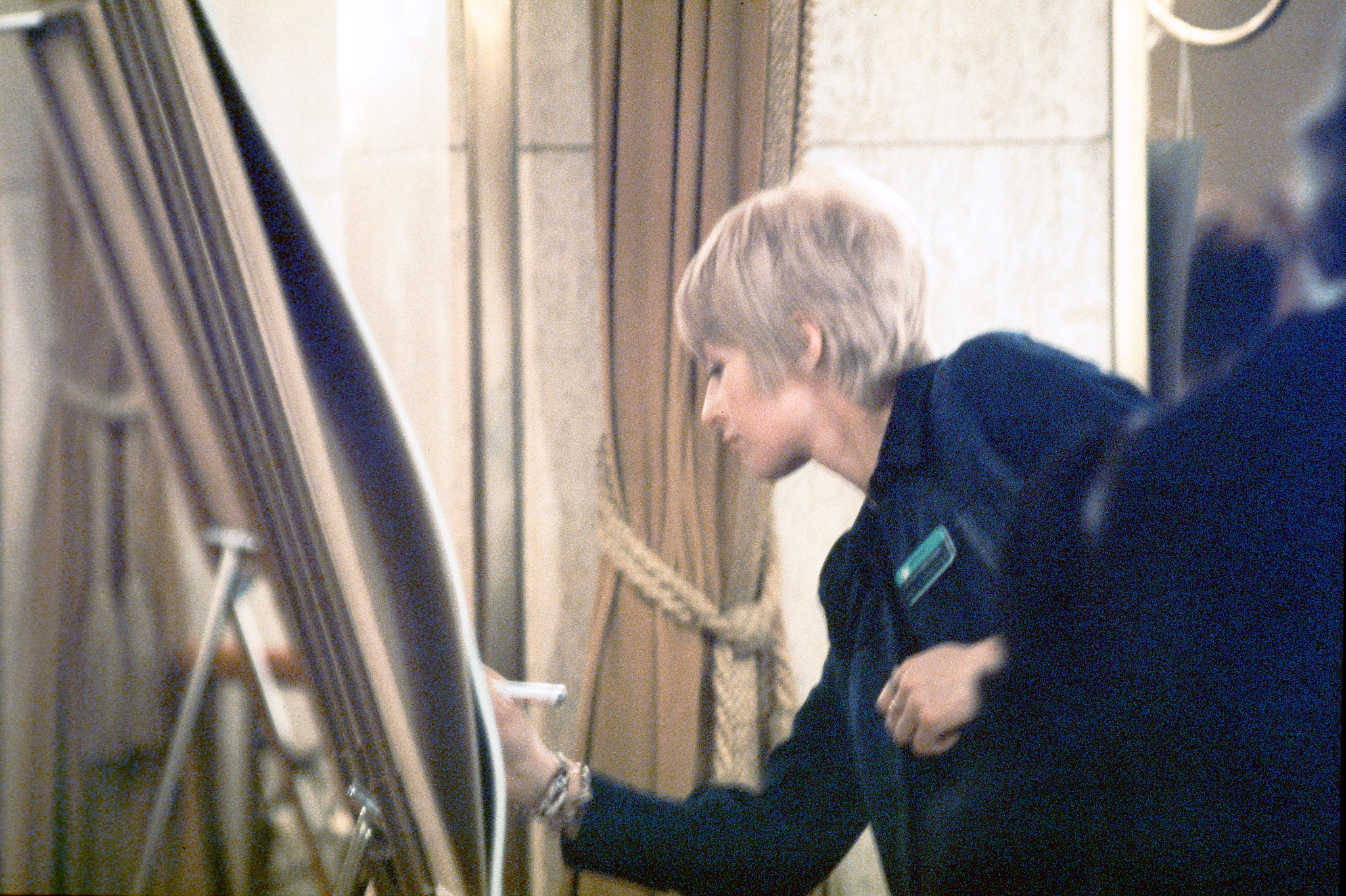
Claire Bretécher en train de dessiner en 1973.

Elle est ensuite engagée par l'hebdomadaire Le Nouvel Observateur, qui publie chaque semaine à partir du numéro du 24 septembre 1973 une planche dans la rubrique sociétale « Notre époque », titrée « La Page des Frustrés ». Dans la lignée des Salades de saison, elle y critique une certaine classe aisée urbaine de gauche donneuse de leçons et nombriliste. Accaparée par son travail pour Le Nouvel Observateur, bien qu'elle ne s'implique pas dans la vie de la rédaction, elle cesse fin 1974 de collaborer aux revues de bande dessinée, excepté pour une histoire dans Fluide glacial début 1975 et quatre récits courts de Cellulite publiés dans Pilote mensuel entre 1975 et 1977 — décision rendue d'autant plus facile que son nouvel employeur la rémunère bien mieux.
Le succès des Frustrés et le désir d'autonomie la décident à se lancer dans l'auto-édition pour en publier le premier recueil en 1975. Cet album reçoit le prix du scénariste français du festival d'Angoulême 1975) et les quatre suivants connaissent « un succès considérable », traduits en plusieurs langues. L'autrice se transforme en éditrice et auto-édite l'ensemble de ses créations. Une adaptation animée est diffusée à la télévision française en 1975, tandis qu'en 1976 sa grande amie Dominique Lavanant ainsi que Josiane Balasko créent la première de nombreuses adaptations théâtrales. Dès le milieu de la décennie, Bretécher est reconnue « au-delà du seul lectorat de la bande dessinée ».
En 1976, elle recueille dans Le Cordon infernal une grande partie de ses planches publiées dans L'Écho des savanes et publie en 1980 un album consacré à sainte Thérèse d'Avila, intitulé La Vie passionnée de Thérèse d'Avila, dont la prépublication dans Le Nouvel Observateur choque certains chrétiens, alors que d'autres n'y voient rien d'irrévérencieux. En 1977, elle rencontre Bertrand Poirot-Delpech, qu'elle épouse deux ans plus tard. Au début de l'année 1981, elle cesse sa collaboration hebdomadaire avec le Nouvel Observateur, tout en réservant à la revue la prépublication de ses histoires suivantes.

### DesFrustrésàAgrippine: les années 1980 et 1990
En 1982, alors que nombre de ses amies sont enceintes, Bretécher publie Les Mères, album consacré à la maternité ; elle-même n'a cependant pas encore eu d'enfants. En juin de la même année, l'organisation du Festival d'Angoulême demande aux premiers lauréats du grand prix de la ville d'Angoulême d'élire un Grand Prix spécial pour présider, en janvier 1983, la dixième édition du festival avec Paul Gillon, élu Grand Prix par le jury. Ceux-ci choisissent rapidement Claire Bretécher. Pour ce dixième festival en janvier 1983, son ami Dominique Bréchoteau organise la première exposition d'ampleur consacrée à Bretécher. Quelques mois plus tard, Bretécher explore de nouveau la thématique de la maternité avec Le Destin de Monique, récit consacré aux mères porteuses — une question alors peu traitée.
La même année, les éditions Denoël publient pour la première fois une sélection de ses peintures, accompagnée d'un avant-propos d'Umberto Eco et des commentaires de Daniel Arasse.
C'est également en 1983 qu'elle rencontre le juriste Guy Carcassonne, de onze ans son cadet et déjà père de deux filles, Marie et Nuria. Ils ont un fils, Martin, qu'ils élèvent avec les deux filles de Guy. Bretécher et Carcassonne restent en couple jusqu'à la mort de celui-ci en 2013.
En 1985 et 1986, Bretécher publie deux volumes de Docteur Ventouse, bobologue, où elle pose un regard moqueur sur les milieux médicaux parisiens. En 1988, elle s'intéresse au monde de l'adolescence avec Agrippine. L'année suivante, elle raille l'appétence de la bourgeoisie intellectuelle pour les voyages lointains et dépaysants dans Tourista. Comme Les Frustrés, la plupart de ces albums sont immédiatement traduits en plusieurs langues.
Le succès d’Agrippine conduit Bretécher à y aborder tous les thèmes qui l'intéressent : après 1989, elle ne publie ainsi qu'une seule bande dessinée hors de cet univers : Mouler démouler, en 1996, un recueil d'histoire courtes dans la lignée des Frustrés. Agrippine et l'Ancêtre, cinquième volume d'Agrippine, obtient l'Alph-Art humour au festival d'Angoulême 1999. En 2001, Canal+ diffuse 26 épisodes d'une adaptation en dessin animé de la série, dans laquelle Bretécher s'est peu investie.
Parallèlement à ses activités d'autrice de bande dessinée, Bretécher travaille beaucoup dans les années 1980 et 1990 pour la publicité, notamment pour les yaourts BA de Besnier en 1993, ou les supermarchés 8 à Huit entre 1995 et 1999, ; en outre, elle peint et elle illustre de nombreux ouvrages. Elle soutient également en 1999 un mémoire de maîtrise en psychologie à l'université de Nantes intitulé Existence d'un amorçage différencié selon la nature de l'humeur.

### Fin de l'auto-édition et ralentissement de la production au début des années 2000
À partir de 2006, après plus de trente ans d'auto-édition, Bretécher confie à Dargaud la gestion de son catalogue. Dargaud publie une version en couleurs du Destin de Monique sous le nouveau titre Une saga génétique en 2006, un recueil d'inédits en 2007 et des intégrales des Frustrés puis d'Agrippine,. Glénat publie également en 2006 un recueil des bandes dessinées de jeunesse de l'auteure dont il avait conservé les droits tandis que Dupuis propose Les Naufragés en 2008 dans une collection consacrée aux œuvres de jeunesse de Raoul Cauvin.
En 2009, Dargaud publie Agrippine déconfite, huitième tome de la série Agrippine et dernier album de bande dessinée de Bretécher. Celle-ci continue cependant à illustrer des ouvrages, dont un tarot divinatoire en 2011. En mai 2013, la mort soudaine de son mari alors qu'ils voyageaient à Saint-Pétersbourg la marque fortement. En 2016, elle illustre un recueil de perles d'écoliers réunies par Dominique Resch.
Malgré ce ralentissement dans sa production, l'œuvre de Bretécher conserve son succès, comme en témoigne la diffusion en 2012 sur la radio France Culture d'adaptations en cinq épisodes des Frustrés et d'Agrippine suivies en 2014 d'une deuxième saison des Frustrés, ainsi que l'exposition monographique que lui consacre la Bibliothèque publique d'information du centre Georges-Pompidou, à Paris, en 2016 — la rétrospective la plus complète consacrée à Bretécher. À cette occasion, Dargaud publie deux compilations de cent pages. En septembre 2018, Dargaud recueille pour la première fois des dessins humoristiques de Bretécher dans Petits Travers.
Atteinte de la maladie d'Alzheimer depuis plusieurs années, Claire Bretécher meurt le 11 février 2020. Elle est inhumée au cimetière de Montmartre (20e division) avec son mari Guy Carcassonne.

## L'œuvre de Bretécher

### Une simplicité graphique au service de l'expressivité et de l'humour
Dans son enfance, Bretécher lit des revues pour filles (La Semaine de Suzette) et des hebdomadaires de bande dessinée franco-belge (Tintin, Spirou, etc.) dont elle recopie et adapte assidûment ses histoires préférées, celles d'Hergé notamment. À Paris dans les années 1960, elle découvre des auteurs américains qui influencent sa carrière professionnelle : Le Magicien d'Id de Johnny Hart et Brant Parker est ainsi une inspiration graphique majeure pour ses séries Robin les foies, Baratine et Molgaga et Cellulite, tandis que les comic strips de Jules Feiffer lui font prendre conscience qu'un style « lâché » est un bon moyen de moquer en bande dessinée les travers de ses contemporains, ; son style rappelle aussi celui de Tomi Ungerer. Hors de la bande dessinée, elle est également influencée par l'Anglais Ronald Searle, autre dessinateur au style très expressif, son premier « dieu » graphique.
Bretécher est à ses débuts critiquée pour la qualité de son dessin, notamment de la part de René Goscinny, et elle reconnaît avoir parfois « pillé » les auteurs qu'elle admirait durant sa période de formation. Toutefois, avantagée par le fait de travailler le plus souvent sans collaborateur, Bretécher affine rapidement son style pour l'adapter le mieux possible à son propos et développer dès le début des années 1970 un dessin « nerveux et efficace » ; elle « donne l'impression de dessiner vite : son trait de plume est vif, son dessin semble une esquisse » et restitue une impression de spontanéité, d'après Thierry Groensteen. Ce style « économe », faussement simple, confère à ses personnages, selon son collègue Martin Veyron, « une souplesse et une vie exemplaires ». Cette « conjugaison de la simplification et de l'exagération » rattache donc Bretécher à la caricature. Ses personnages « ont le même nez, le même profil ; ils ne se distinguent que par leur coiffure », mais elle emploie des postures très expressives. Toutefois, Florence Cestac précise que ce « dessin élégant, simplifié au maximum », requérait « un énorme travail » préparatoire : Bretécher reprenait son dessin jusqu'à obtenir « la caricature épurée et parfaite ».
Cette apparente simplicité formelle assumée n'est pas liée à des limitations techniques puisque Bretécher déploie par ailleurs « une extrême variété de techniques mises à l’épreuve dans les esquisses, croquis, peintures de portraits, etc. », lesquels permettent d'apprécier « sa virtuosité de dessinatrice ». Ce style n'est pas non plus lié à une appétence particulière pour les croquis ou le dessin d'après nature chez celle qui ne se considère pas comme « une graphomane, comme Cabu », et peut passer de longues périodes sans dessiner.
Ce graphisme efficace et expressif est associé à une grande maîtrise de l'art de la composition, par exemple des effets de gradation comique, et des « techniques traditionnelles de la bande dessinée ». Ainsi, dans la lignée de Feiffer, Bretécher utilise généralement dans Les Frustrés une disposition des cases extrêmement régulière (gaufrier) et des dessins qui se répètent beaucoup (itération iconique) ce qui permet de mieux mettre en valeur les rares variations de postures des personnages et ainsi de maximiser l'effet humoristique porté par le texte, tout en montrant la monotonie et les redondances des positions défendues par ses personnages. La simplicité des décors accentue ces effets.
L'efficacité de Bretécher se retrouve également dans ses textes. René Pétillon a ainsi déclaré en 2015 : « Les dialogues sont époustouflants. La langue qu'elle emploie ne ressemble à rien d'autre. Elle a inventé une syntaxe et puise aussi bien dans le français classique du XVIIIe que dans l'argot ou le verlan. Ça devient la langue Bretécher ». dBD souligne ses « dialogues corrosifs et humanistes ». Sa collègue et amie Florence Cestac déclare : « Elle avait inventé son propre langage », ses « dialogues à la pointe de l'épée » présentant « une efficacité redoutable ». Bretécher ayant du mal à construire des gags à chute traditionnels, elle préfère en effet placer l'humour dans des dialogues à la ponctuation limitée, presque toujours dépourvus de virgules, comme pour mieux montrer l'incapacité de ses personnages à cesser de parler. À partir du début des années 1970, avec Salades de saison et Les Frustrés, ses dialogues parodient les tics de langage, le phrasé et la langue de bois de la bourgeoisie intellectuelle urbaine française des années 1970, ce qui plaît à ce milieu, friand des « représentations de ses mœurs et de ses tics ». Dans ses ouvrages ultérieurs, notamment ceux de la série Agrippine, elle améliore et amplifie ce procédé parodique, allant « bien au-delà de la caricature » en mettant en scène la langue française à travers un argot français contemporain non seulement restitué mais également en grande partie inventé et porteur d'une grande charge humoristique.
L'accumulation d'effets graphiques et textuels variés parfois novateurs, parfois empruntés à la bande dessinée franco-belge ou à la caricature classique permet donc à Bretécher de déployer un humour référentiel, plein d'esprit, qu'elle privilégie à l'humour de situation.

### Une pionnière de la critique sociale en bande dessinée
Cette capacité à saisir la langue d'une certaine population, ainsi qu'à inventer des façons de parler allant « toujours dans le sens où va la langue elle-même », se rattache plus globalement à ses qualités souvent louées d'« observatrice très fine de ses contemporains ». Intéressée par la description des relations humaines, Bretécher a en effet accompagné l'évolution de la société française des années 1970 aux années 2000, en particulier l'évolution des mœurs, ce qui l'a conduite à aborder « avec audace des sujets qui demeurent aujourd’hui encore source de vives dissensions », comme la libération sexuelle, l'homosexualité, la contraception, le clonage, la psychanalyse, etc.,. Depuis les années 1970, Bretécher jouit ainsi d'une réputation de sociologue de la bande dessinée, image confortée par les propos d'intellectuels comme Roland Barthes, qui l'aurait selon Jean Daniel qualifiée en 1976 de « meilleure sociologue de l’année » pour sa page des Frustrés, ou Pierre Bourdieu, qui a loué en Agrippine une « évocation […] rigoureuse, quasi ethnographique ».
Bretécher ne se cantonne cependant pas à la description : en montrant les contradictions et la vacuité de personnages passant leur vie à s'interroger et à déblatérer, elle « déconstruit les mythes de la classe moyenne bourgeoise », ce qui en fait une pionnière de la « dérision sociale » en bande dessinée, à une époque où celle-ci était peu pratiquée en France. Sa cible de prédilection est, depuis les Salades de saison, la « bourgeoisie intellectuelle parisienne » de gauche, dont elle a mis à jour toutes les contradictions avant de s'attaquer dans Agrippine à la superficialité et l'égoïsme adolescents de ses enfants.
Si ses personnages s'avèrent bien de véritables « archétypes sociaux », leur traitement est assez fin pour conférer à ses histoires un aspect à la fois « intemporel » et international. Certains critiques ont ainsi vu dans son travail, notamment Les Frustrés, l'œuvre d'une moraliste plus que d'une sociologue, — Yves-Marie Labé l'a ainsi qualifiée en 1997 de « moderne Saint-Simon de la bande dessinée ». Bretécher a cependant toujours récusé l'une ou l'autre de ces qualifications,. Elle ne se met d'ailleurs jamais elle-même en scène dans ses bandes dessinées, à l'inverse d'auteurs satiriques comme Roz Chast.
Quoique « sans concession » et « âpre », sa vision s'accompagne souvent d'une certaine tendresse, ce qui témoigne d'un positionnement politique complexe. Solitaire, sceptique face aux groupes — « raisonnablement misanthrope » selon ses propres mots Bretécher a régulièrement affirmé que la politique ne l'intéressait guère, et ne la commentait d'ailleurs guère dans ses histoires. Elle a toujours aimé se moquer du gauchisme, même en mai 1968, période durant laquelle elle préfère travailler sur ses planches à livrer pour Spirou qu'aller manifester avec ceux qu'elle qualifie d'« étudiants dorés sur la tranche ». Et en 2008 elle déclare que le sinologue Simon Leys, ostracisé par les milieux intellectuels de gauche dans les années 1970 pour avoir critiqué le maoïsme, est avec le bédéiste belge André Franquin l'un des deux seuls hommes qu'elle admire. Elle a également toujours assumé d'être passée de Pilote au Nouvel Observateur non seulement pour avoir un public plus large, mais également car cela était mieux payé, tout comme de travailler pour la publicité, activité lucrative. Très opposée au racisme et à la xénophobie, Bretécher a toujours affirmé se sentir « profondément de gauche ». Cette position complexe se retrouve dans son rapport au féminisme.

### Bretécher, le féminisme et la place des femmes dans la bande dessinée
Bretécher est considérée comme une auteure de bande dessinée féministe, à la fois pour son œuvre et pour son rôle pionnier. Elle a en effet été l'une des rares femmes à travailler à la fois pour Tintin et Spirou, puis la première à devenir un auteur vedette de Pilote. En cofondant L'Écho des savanes, elle participe à la naissance symbolique de la bande dessinée adulte en France. Et la notoriété que lui apporte Les Frustrés en fait la première auteure francophone, et l'une des premières en Occident, à acquérir un statut de star médiatique. En 1982, avec la publication des Mères, elle aborde le thème de la maternité, sous un angle « singulièrement neuf » par sa représentation atypique des femmes dans la bande dessinée. Son succès a poussé de nombreuses dessinatrices à se lancer dans la bande dessinée et elle a directement influencé de nombreuses auteures et auteurs, comme Maitena Burundarena ou Hélène Bruller. À l'instar de sa collègue de Pilote Annie Goetzinger, Bretécher ne participe cependant pas au trimestriel féminin de bande dessinée Ah ! Nana (1976-1979), où contribuent la plupart des autres grandes auteures françaises d'alors (Chantal Montellier, Florence Cestac ou Nicole Claveloux, etc.) ; elle n'a jamais cherché à s'investir pour défendre la place des femmes dans la bande dessinée et affirme n'avoir jamais été victime de misogynie dans le milieu de la bande dessinée. Lors d'une émission sur TV5 face à Patrick Simonin en novembre 2011, elle déclare : « Non il n'y a pas de dessins féminins ! On tient le crayon avec la main ! Pas avec d'autres organes ! ».
Bretécher entretient en effet un rapport complexe avec le féminisme. Dans son enfance, sa mère, malgré son milieu social, l'encourage à l'autonomie et l'indépendance et Bretécher se considère dans les années 1960 comme « violemment féministe ». Son « dégoût » du militantisme l'empêche cependant de s'investir dans des mouvements précis pour privilégier la défense du féminisme dans son entourage. Ce regard critique sur le féminisme militant ne l'empêche pas de déclarer en 1974 partager « de A à Z » les « points de vue » de Gisèle Halimi ou d'illustrer en 1976 une affiche du Mouvement pour la liberté de l'avortement et de la contraception et, plus généralement, de défendre la cause des femmes tout au long de son œuvre,, en évoquant de très nombreux sujets polémiques : contraception, chirurgie esthétique, maternité et poids de la famille, sexualité, fécondation in vitro, esclavage domestique, machisme, inégalités professionnelles, etc..
Bretécher innove également en termes de représentation des femmes dans la bande dessinée. En créant en 1969 Cellulite dans Pilote, elle est la première à proposer une série dont l'héroïne ne corresponde pas aux canons de la presse enfantine et adolescente de l'époque : « soit des fillettes asexuées, soit des bonnes femmes monstrueuses et ridicules ». Dans Les Frustrés et ses histoires ultérieures, elle continue à montrer les corps et attitudes des femmes — ainsi que des hommes — avec un réalisme « d'une variété sans équivalent » pour les années 1970 et 1980. Cette représentation fidèle permet aux lectrices un grand degré d'identification qui participe au succès de l'œuvre de Bretécher. Pour Florence Cestac, Bretécher « brossait des portraits de femmes comme nous, sans armures ni gros nichons, sans flingues ni épée entre les mains, qui surtout ne voulaient pas sauver le monde », loin des créatures fantasmées issues de l'imagination masculine : les narrations de l'artiste mettent en scène des « femmes moyennes » : ses personnages féminins ne sont pas chargés de « faire tapisserie », les femmes chez Bretécher sont « éprises de liberté ».

## Une artiste populaire et influente

### Une pionnière de l'auto-édition en bande dessinée
Le succès de L'Écho des savanes — revue qu'elle édite à partir de 1972 avec Nikita Mandryka et Marcel Gotlib, sans l'aide d'aucune maison d'édition — pousse Bretécher à recueillir elle-même en albums les histoires qu'elle dessine à partir de cette époque et qui ne paraissent pas dans Pilote, d'autant que son principal support de publication après 1973, Le Nouvel observateur, est un hebdomadaire sans expérience dans l'édition d'albums de bande dessinée. Malgré le surcroît de temps que demande cette activité, l'individualiste Bretécher, lassée du paternalisme des éditeurs et désireuse de gagner plus d'argent, cherche en effet alors à acquérir plus d'indépendance.
Son premier recueil d'histoires des Frustrés, paru en 1975, est un succès : pour la première fois en Europe francophone l'auto-édition de bande dessinée apparaît comme le moyen de toucher un large public. Bretécher déclare en 2008 : « J'étais un peu parano vis-à-vis des éditeurs et cela m'amusait de faire cela, après L'Écho des savanes. J'allais voir le photograveur, mon imprimeur allemand, en Espagne. J'ai toujours été aidée par des copines. Et j'ai gagné beaucoup d'argent ».
Les années suivantes, ce succès encourage de nombreux auteurs notoires à suivre son exemple, parmi lesquels Jean Tabary (Iznogoud), Jean Graton (Michel Vaillant) et Albert Uderzo (Astérix et Obélix). Quant à Bretécher, elle auto-édite pendant plus de trente ans l'ensemble de ses nouveaux albums, tout en laissant Glénat gérer ses œuvres de jeunesse et Dargaud, les histoires publiées dans Pilote. À partir de 1998, elle publie ses œuvres sous l'entité Hyphen. Moins productive, peu désireuse de valoriser son fonds et incapable de gérer la trésorerie d'Hyphen après le décès de sa comptable, Bretécher, en 2006, cède à Dargaud l'ensemble des droits.

### Une auteure majeure célébrée au-delà du champ de la bande dessinée
René Pétillon décrit en Bretécher un « trésor national vivant » et Blutch lui décerne le titre de « Notre-Dame de la bande dessinée » tandis que Catherine Meurisse salue son « génie ». Jean-Claude Mézières estime qu'elle « a apporté la modernité en bande dessinée, un ton extrêmement corrosif... la première à faire de la bande dessinée pour adulte avec un grand A ». Qualifiée de « grande dame du monde de la BD » (« grande dame of the BD world ») ou d'« auteure essentielle de la bande dessinée francophone », Bretécher a connu tout au long de sa carrière un succès public comme critique continu dont témoignent les trois prix reçus entre 1976 et 1999 au Festival d'Angoulême, dont elle reste en 2018 l'une des deux seules femmes Grand Prix avec Florence Cestac. Son succès s'étend également à l'étranger : ses œuvres ont été traduites essentiellement en néerlandais (dans Gummi), allemand, italien (dans Linus puis Alter de 1973 à 1979), danois, suédois et espagnol (voir plus bas Présentation des principales œuvres). Elles l'ont également été en anglais (dès les années 1970 dans Viva et par National Lampoon), portugais ou serbo-croate. Ces multiples traductions témoignent du caractère universel de son œuvre. Elle a reçu les deux plus grandes distinctions décernées en Suède et en Allemagne à des auteurs étrangers, respectivement le Prix Adamson du meilleur auteur international en 1987 et le Prix Max et Moritz spécial récompensant une œuvre remarquable en 2016. Sa notoriété dépasse cependant le simple cercle des amateurs de bande dessinée. L'Encyclopædia Britannica décrit son style comme « une (non-)communication impitoyable dans le style de Jules Feiffer (Claire Bretécher specializes in cruel, Feifferish (non)communication »).
Régulièrement invitée à Tac au tac lorsqu'elle travaillait pour Pilote, Bretécher est en effet très présente à la télévision et dans les médias français durant les années 1970 et 1980, ce qui témoigne « de son statut de star […] et de la fascination qu’elle exerçait sur les médias, seule femme, belle de surcroît, au milieu d’un groupe de dessinateurs ». En 1981, elle arrive 26e ex-æquo d'un classement des intellectuels francophones contemporains les plus influents « sur l'évolution des idées, des lettres, des arts, des sciences, etc. » établi par le magazine Lire. En décembre 1982, elle fait l'objet d'un épisode du Tribunal des flagrants délires de Pierre Desproges. En 1984, elle devient la première auteure à figurer dans un tube de l'été quand Joëlle Kopf, la parolière du groupe Cookie Dingler, inclut parmi les caractéristiques de leur « femme libérée » le fait de ne lire que Bretécher dans le Nouvel Obs — douze ans plus tard, c'est la chanteuse Juliette qui cite cette « belle harengère » dans sa chanson Rimes féminines parmi les femmes qu'elle aurait voulu être.
Des penseurs aussi différents que Pierre Bourdieu, Roland Barthes, Umberto Eco ou Daniel Arasse l'ont célébrée et ses œuvres ont fait l'objet de plusieurs études universitaires. Malgré cette notoriété, ce n'est qu'à l'hiver 2015-2016 qu'a été organisée la première exposition rétrospective d'ampleur sur son œuvre, à la Bibliothèque publique d'information du centre Pompidou, à Paris. À cette époque, aucune monographie ne lui avait cependant été consacrée depuis un numéro des Cahiers de la bande dessinée en 1974, ce que la commissaire de l'exposition attribuait à « sa personnalité farouche, peu encline aux mondanités, et à sa modestie ».

### Récompenses et distinctions
L'influence de Bretécher lui a valu de recevoir plusieurs prix importants :
- 1975 : prix du scénariste français au Festival d'Angoulême[95] ;
- 1982 : grand prix spécial 10e anniversaire du festival d'Angoulême[e] ;
- 1987 : prix Adamson (Suède) du meilleur auteur international pour l'ensemble de son œuvre ;
- 1999 : Alph-Art humour au Festival d'Angoulême pour Agrippine et l'ancêtre[96] ;
- 2006 : l'astronome Jean-Claude Merlin nomme un astéroïde en son honneur ;
- 2016 : prix Max et Moritz spécial (Allemagne) pour une œuvre remarquable.

## Œuvres

### Présentation des principales œuvres
Claire Bretécher est surtout connue comme auteure de bande dessinée. Sa carrière, longue d'une quarantaine d'années, l'a conduite à créer de multiples séries humoristiques, aux thèmes et publics variés.
Presse jeunesse — des Gnangnan à Robin des foies (1967-1971)
- Les Gnangnan (Spirou, 1967-1970). Strips en demi-planches mettant en scène de très jeunes enfants qui observent avec acuité et scepticisme le monde qui les environne et portent un regard amusé sur les adultes qui se prétendent plus mûrs qu'eux. La série a été éditée en album à partir de 1974 par Glénat qui l'ont colorisée en 1999. Elle a été traduite en allemand, néerlandais et italien.
- Les Naufragés (avec Raoul Cauvin, Spirou, 1968-1971). Ces récits courts présentent une bande de marins anonymes ballotée de naufrages en catastrophes par le maladroit matelot Machin, sans que leur irascible capitaine ne puisse améliorer leur situation. Les Naufragés a été édité en album par Glénat de 1976 à 1999, puis par Dupuis en 2008. La série a été traduite en néerlandais et espagnol.
- Baratine et Molgaga (Record, 1968-1972). Cette série de récits courts « historiques » met en scène un duo comique de Huns plus maladroits que sanguinaires. Éditée en album par Glénat en 1980, elle a été traduite en allemand et néerlandais.
- Robin les foies (Spirou, 1969-1971). Traduite en espagnol dans les années 1970, la série Robin les foies n'a été éditée en album qu'en 2006 par Glénat dans la compilation Décollage délicat[10].

Presse ado / adulte — de Cellulite au Bolot occidental (1969-1977)
- Cellulite (Pilote, 1969-1977). Dargaud a édité deux albums de Cellulite en 1972 et 1974. La série a été traduite en néerlandais, italien, danois, suédois et finnois.
- Tulipe et Minibus (avec Hubuc, dans Pilote, 1970). Tulipe et Minibus n'a été éditée en album qu'en 2006 par Glénat dans la compilation Décollage délicat[10].
- Salades de saison (Pilote, 1970-1974). Gags en une planche où Bretécher croque les travers de ses contemporains. Dargaud a édité un album des Salades de saison en 1973 et plusieurs histoires inédites en album ont été incluses dans la compilation Inédits en 2007. La série a été traduite en néerlandais, danois et anglais.
- Fernand l'orphelin (avec Yvan Delporte, dans Pep, 1971-1972[14]). Cinq récits courts faussement enfantins. Originellement paru en néerlandais, Fernand l'orphelin a été publié en français pour la première fois dans Le Trombone illustré en 1977[97] et n'a été recueilli en album qu'en 2006 par Glénat dans la compilation Décollage délicat[10].
- Récits publiés dans L'Écho des savanes (1972-1974). Histoires de longueur variée. La moitié a été recueillie dans Le Cordon infernal, auto-édité par Bretécher en 1976. Cet album a été traduit en allemand, néerlandais, italien, danois et suédois.
- Les Amours écologiques du Bolot occidental (Le Sauvage, 1973). Série de récits courts écologistes. Bretécher a auto-édité l'album des Amours écologiques du Bolot occidental en 1977. La série a été traduite en néerlandais et italien.

Le Nouvel Observateur — des Frustrés à Agrippine (1973-2009)
Sauf précision, la date entre parenthèses correspond à la publication en album par Bretécher. L'ensemble de ces bandes dessinées a été prépublié dans Le Nouvel Observateur et réédité par Dargaud à partir de 2006.
- Les Frustrés (Le Nouvel Observateur, 1973-1981). Les Frustrés ont été recueillis en cinq albums par Bretécher entre 1975 et 1980. La série a été traduite en allemand, néerlandais, italien, espagnol, danois, suédois, anglais, finnois, norvégien et portugais.
- La Vie passionnée de Thérèse d'Avila (1980). Biographie humoristique imaginaire de Thérèse d'Avila. L'album a été traduit en allemand, néerlandais, italien et espagnol.
- Les Mères (1982). La série a été traduite en allemand, néerlandais, italien, espagnol, danois, suédois, anglais, finnois et catalan.
- Le Destin de Monique (1983). L'album a été traduit en allemand, espagnol, danois, suédois, anglais et catalan. En 2006, Dargaud l'a réédité dans une version colorisée sous le titre Une saga génétique.
- Docteur Ventouse, bobologue (2 albums, 1985-1986). La série a été traduite en allemand, italien, espagnol, danois, suédois et catalan.
- Agrippine (9 albums, 1988-2009). La série a été traduite en allemand, italien, espagnol, suédois et anglais.
- Tourista (1989). L'album a été traduit en allemand.
- Mouler démouler (1996). Récits courts dans la lignée des Frustrés.

### Bande dessinée

#### Périodiques de bande dessinée
Dans les années 1960, Bretécher collabore à quatre des principaux hebdomadaires de bande dessinée jeunesse franco-belges. Entrée à Record en 1964 comme illustratrice, elle y signe quelques bandes dessinées à partir de l'année suivante, sans pour autant y développer de série majeure. En février 1965, elle entre à Tintin, où 29 de ses gags sont publiés jusqu'en mars suivant ; sa série Hector ne s'y impose cependant pas. Acceptée à Spirou en 1967 grâce au récit court absurde Des navets dans le cosmos, elle y publie outre quelques histoires indépendantes ses deux premières séries importantes : 51 demi-planches des Gnangnan (1967-1970) et quatre gags et dix récits courts des Naufragés sur des textes de Raoul Cauvin (1968-1971).
En 1969, l'hebdomadaire français Pilote, orienté vers les jeunes adolescents plus que les enfants, accepte sa série moyenâgeuse parodique Cellulite, dont quatorze récits courts ou à suivre totalisant près de 200 pages sont publiés jusqu'en 1977. Le bon accueil fait à cette histoire convainc la rédaction de Spirou à publier les quatre récits de Robin les foies entre 1969 et 1971, une série ancienne de l'auteure. Dans Pilote, outre Cellulite, Bretécher réalise plus de 170 pages, souvent des gags en une page dont un tiers sont publiés sous le titre Salades de saison. Ne trouvant pas d'éditeur français, les 20 pages de Fernand l'orphelin, scénarisées par Yvan Delporte, sont publiés dans l'hebdomadaire néerlandais Pep.
Tout en continuant à collaborer à Pilote, Bretécher lance en mai 1972 avec ses collègues Marcel Gotlib et Nikita Mandryka le magazine de bande dessinée adulte L'Écho des savanes, pour lequel elle réalise plus de 140 pages jusqu'à fin 1974. Dans la même période, elle commence également à collaborer à la presse non spécialisée en bande dessinée : d'abord en réalisant Les Amours écologiques du Bolot occidental pour Le Sauvage à partir de mars 1973, puis en transposant ses Salades de saison dans l'hebdomadaire généraliste Le Nouvel observateur à partir de septembre 1974 sous le titre Les Frustrés.
Après cette date, hormis une collaboration ponctuelle à Fluide glacial en 1975, une dernière histoire de Cellulite laissée inachevée en 1977 dans Pilote mensuel et la réédition de Fernand l'orphelin dans Spirou en 1977, Bretécher ne collabore plus qu'avec le Nouvel observateur, où sont prépubliés dans les années 1980, 1990 et 2000 l'ensemble de ses récits postérieurs aux Les Frustrés.
Le tableau suivant synthétise les données figurant dans l'article « Œuvres de Claire Bretécher » en n'indiquant de manière détaillée que les histoires à suivre et récits complets de plus de dix pages.
| (Série :) Titre                                                       | Périodique                                     | Dates                              | Pages | Précisions                                                          |
| --------------------------------------------------------------------- | ---------------------------------------------- | ---------------------------------- | ----- | ------------------------------------------------------------------- |
| Hector                                                                | Tintin (éd. française) no 850 à 878            | 4 février 1965-19 août 1965        | +13,  |                                                                     |
| Divers gags (16)                                                      | Tintin (éd. française) no 851 à 910            | 11 février 1965-31 mars 1966       | +16,  |                                                                     |
| Divers gags (2) et récits courts (4)                                  | Spirou no 1536 à 1662                          | 21 septembre 1967-19 février 1970  | +21,  |                                                                     |
| Les Gnangnan                                                          | Spirou no 1548 à 1693                          | 14 décembre 1967-24 septembre 1970 | +51,  | Demi-planches.                                                      |
| Les Naufragés (4 gags et 10 récits courts)                            | Spirou no 1594 à 1744                          | 31 octobre 1968-16 septembre 1971  | +49,  | Scénario de Raoul Cauvin. Couverture no 1594.                       |
| Cellulite (7 récits courts)                                           | Pilote no 502 à 693                            | 19 juin 1969-15 février 1973       | +47,  | Couvertures no 514 et 592.                                          |
| Robin les foies                                                       | Spirou no 1635 à 1733                          | 14 août 1969-1er juillet 1971      | +23,  |                                                                     |
| Divers gags (34) et récits courts (18)                                | Pilote no 530 à 750                            | 1er janvier 1970-21 mars 1974      | +77,  | Scénarios de Bretécher sauf sept récits.                            |
| Actualités (8 gags et 17 récits courts)                               | Pilote no 533 à 598                            | 22 janvier 1970-22 avril 1971      | +43,  | Scénarios de Bretécher sauf deux Actualités.                        |
| Cellulite : « Symphonie en flûte majeure »                            | Pilote no 540-1                                | 12 mars 1970-19 mars 1970          | +12,  |                                                                     |
| Tulipe et Minibus                                                     | Pilote no 546 à 559                            | 23 avril 1970-23 juillet 1970      | +30,  | Scénario d'Hubuc. Couverture no 546.                                |
| Cellulite : Les Bonnes Œuvres                                         | Pilote no 575 à 589                            | 12 novembre 1970-18 février 1971   | +30,  | Couverture no 575.                                                  |
| Cellulite : Croisé en solde                                           | Pilote no 614 à 617                            | 12 août 1971-2 septembre 1971      | +16,  | Couverture no 614.                                                  |
| Salades de saison                                                     | Pilote no 619 à Pilote mensuel no 3            | 16 septembre 1971-7 août 1974      | +53,  |                                                                     |
| Fernand l'orphelin                                                    | Pep no 71-49 à 72-24                           | décembre 1971-juin 1972            | +20,  | Scénario d'Yvan Delporte Réédité en 1977 dans Le Trombone illustré. |
| Cellulite : Les Vapeurs de Camomille                                  | Pilote no 628 à 633                            | 18 novembre 1971-23 décembre 1971  | +14,  | Couverture no 628.                                                  |
| Les Amours écologiques du Bolot occidental                            | Le Sauvage no 1 à ?                            | mars 1973-?                        | ?     |                                                                     |
| Divers gags (8) et récits courts (13)                                 | L'Écho des savanes no 1 à 10                   | mai 1972-décembre 1974             | +96,  | Couverture no 1.                                                    |
| Cellulite : L'Artisan du bonheur                                      | Pilote no 674 à 688                            | 5 octobre 1972-11 janvier 1973     | +32,  | Couverture no 674.                                                  |
| Le Cordon infernal                                                    | L'Écho des savanes no 4                        | juillet 1973                       | +16,  | Couverture.                                                         |
| Cellulite : Bloustorie                                                | Pilote no 732-3                                | 15 novembre 1973-22 novembre 1973  | +12,  |                                                                     |
| Les Aventures adventices de Doudou-Daffodil reine des croque-monsieur | L'Écho des savanes no 6 à 9                    | janvier 1974-octobre 1974          | +21,  |                                                                     |
| « Les Aventures estupidas dé Fremión el rigolo »                      | Le petit Mickey qui n'a pas peur des gros no 7 | avril 1974                         | +1,   |                                                                     |
| Un après-midi de Miquette                                             | L'Écho des savanes no 9                        | octobre 1974                       | +12,  |                                                                     |
| Cellulite : Les Bâtisseurs de cathédrale                              | Pilote mensuel no 15, 25, 29 et 37             | 5 août 1975-24 mai 1977            | +30,  | Couverture no 25 et 37.                                             |
| « Gangrène au Groënland »                                             | Fluide glacial no 3                            | 1er novembre 1975                  | +5,   |                                                                     |

#### Albums
Dargaud publie entre 1972 et 1974 les trois premiers albums de Bretécher en compilant des histoires de Cellulite et des Salades de saison. Entre 1974 et 1980, Glénat publie trois séries de Bretécher parues auparavant dans la presse jeunesse (Les Naufragés, Les Gnangnan et Baratine et Molgaga). À partir de 1975, Bretécher auto-édite ses bandes dessinées publiées dans la presse adulte et Le Nouvel observateur, sous son propre nom jusqu'en 1997, puis sous l'identité « Hyphen SA ». Ce catalogue est repris par Dargaud en 2006, qui en profite pour publier en 2007 un volume d'histoire des années 1960-1970 inédites en album. C'est également en 2006 que Glénat réédite en un épais volume Baratine et Molgaga et l'ensemble des séries publiées dans Spirou (dont trois inédites en album), hormis Les Naufragés, réédités en 2008 par Dupuis dans une collection spéciale consacrée à Raoul Cauvin.
Le tableau suivant indique les premières éditions en album des bandes dessinées de Bretécher. La plupart de ces albums ont fait l'objet de rééditions, d'éditions spéciales (France loisirs, supplément à des revues), d'éditions poche ou de compilation (dont des intégrales).
| Titre                                      | Série                                      | Maison d'édition | Date | ISBN                 |
| ------------------------------------------ | ------------------------------------------ | ---------------- | ---- | -------------------- |
| Les États d'âme de Cellulite               | Cellulite t. 1                             | Dargaud          | 1972 | (OCLC 424422519)     |
| Salades de saison                          | Salades de saison                          | Dargaud          | 1973 | (ISBN 2205007025)    |
| Les Angoisses de Cellulite                 | Cellulite t. 2                             | Dargaud          | 1974 | (ISBN 2205007548)    |
| Les Gnangnan                               | Les Gnangnan                               | Glénat           | 1974 | (ISBN 2723400077)    |
| Les Frustrés 1                             | Les Frustrés 1                             | Claire Bretécher | 1975 | (ISBN 2901076017)    |
| Les Frustrés 2                             | Les Frustrés 2                             | Claire Bretécher | 1976 | (ISBN 2901076033)    |
| Le Cordon infernal et autres contes moraux | Le Cordon infernal et autres contes moraux | Claire Bretécher | 1976 | (ISBN 2901076025)    |
| Les Naufragés (scénario de Raoul Cauvin)   | Les Naufragés (scénario de Raoul Cauvin)   | Glénat           | 1976 | (ISBN 2723400336)    |
| Les Amours écologiques du Bolot occidental | Les Amours écologiques du Bolot occidental | Claire Bretécher | 1977 | (ISBN 2901076041)    |
| Les Frustrés 3                             | Les Frustrés 3                             | Claire Bretécher | 1978 | (ISBN 290107605X)    |
| Les Frustrés 4                             | Les Frustrés 4                             | Claire Bretécher | 1979 | (ISBN 2901076068)    |
| Les Frustrés 5                             | Les Frustrés 5                             | Claire Bretécher | 1980 | (ISBN 2901076076)    |
| Baratine et Molgaga                        | Baratine et Molgaga                        | Glénat           | 1980 | (ISBN 272340062X)    |
| La Vie passionnée de Thérèse d'Avila       | La Vie passionnée de Thérèse d'Avila       | Claire Bretécher | 1980 | (ISBN 2901076068)    |
| Les Mères                                  | Les Mères                                  | Claire Bretécher | 1982 | (ISBN 2901076084)    |
| Le Destin de Monique                       | Le Destin de Monique                       | Claire Bretécher | 1983 | (ISBN 2901076092)    |
| Docteur Ventouse, bobologue                | Docteur Ventouse, bobologue                | Claire Bretécher | 1985 | (ISBN 2901076106)    |
| Docteur Ventouse, bobologue 2              | Docteur Ventouse, bobologue 2              | Claire Bretécher | 1986 | (ISBN 2901076114)    |
| Agrippine                                  | Agrippine                                  | Claire Bretécher | 1988 | (ISBN 2901076122)    |
| Tourista                                   | Tourista                                   | Claire Bretécher | 1989 | (ISBN 2901076130)    |
| Agrippine prend vapeur                     | Agrippine, t. 2                            | Claire Bretécher | 1991 | (ISBN 2901076173)    |
| Les Combats d'Agrippine                    | Agrippine, t. 3                            | Claire Bretécher | 1993 | (ISBN 2901076181)    |
| Agrippine et les Inclus                    | Agrippine, t. 4                            | Claire Bretécher | 1995 | (ISBN 2901076203)    |
| Mouler démouler                            | Mouler démouler                            | Claire Bretécher | 1996 | (ISBN 2901076238)    |
| Agrippine et l'Ancêtre                     | Agrippine, t. 5                            | Hyphen           | 1998 | (ISBN 2901076270)    |
| Agrippine et la secte à Raymonde           | Agrippine, t. 6                            | Hyphen           | 2001 | (ISBN 2901076211)    |
| Allergies                                  | Agrippine, t. 7                            | Hyphen           | 2004 | (ISBN 2901076459)    |
| Décollage délicat                          | Robin des foies                            | Glénat           | 2006 | (ISBN 9782723456494) |
| Décollage délicat                          | Fernand l'orphelin                         | Glénat           | 2006 | (ISBN 9782723456494) |
| Décollage délicat                          | Tulipe et Minibus (scénario d'Hubuc)       | Glénat           | 2006 | (ISBN 9782723456494) |
| Inédits                                    | Inédits                                    | Dargaud          | 2007 | (ISBN 9782505002468) |
| Agrippine déconfite                        | Agrippine, t. 8                            | Dargaud          | 2009 | (ISBN 9782505000556) |

### Autres
Illustration
La longue carrière de dessinatrice de Claire Bretécher l'a conduite à réaliser des illustrations pour des magazines (y compris en couverture) ou des ouvrages (le plus souvent humoristiques ou didactiques), à concevoir des affiches (comme celle de la pièce de théâtre Le Prénom en 2010) et à participer à de nombreuses campagnes publicitaires. Il s'agit le plus souvent d'illustrations humoristiques. Une centaine d'entre elles ont été recueillies en 2018 par Dargaud dans Petits Travers.
Théâtre
Bretécher a participé à l'écriture de deux spectacles théâtraux : d'une part Frissons sur le secteur (avec Serge Ganzl et Dominique Lavanant), créé à Paris le 8 octobre 1975 par Dominique Lavanant, d'autre part Auguste Premier ou Masculin-Féminin (avec Hather Robb d'après des textes de Boris Vian, M. Dassau et Guillaume Apollinaire), créé à Mesvres le 6 juillet 1980 par Hather Robb.
Peinture et dessin
Parallèlement à son activité de bédéaste et d'illustratrice sur commande, Bretécher pratique pour son plaisir la peinture, en particulier des portraits en gros plan en couleurs qui témoignent selon Patrick Gaumer de son « talent ». Éric Aeschimann a loué des « acryliques […] aux couleurs splendides de fermeté ». Bien qu'elle dessine assez peu pour son plaisir, Bretécher le fait tout de même parfois. Les principaux ouvrages tirés de ces activités sont :
- Portraits, Denoël, 1983. Recueil de portraits peints commentés par Daniel Arasse et introduits par Umberto Eco[28]. Traduit en suédois en 1984[109].
- Moments de lassitude, Hyphen, 1999. Catalogue d'une exposition de peintures à la galerie Christian Desbois[110].
- Portraits sentimentaux, La Martinière, 2004. Recueil de portraits peints préfacé par Pierre Encrevé[111].
- Claire Bretécher : Dessins et peintures, Éditions du Chêne, 2011. Recueil d’illustrations et peintures avec des textes de René Pétillon, Martin Veyron, Jérôme Godeau et Jean-Baptiste Sécheret[112].
- Le Tarot divinatoire de Claire Bretécher, Éditions du Chêne, 2011. Coffret comprenant 22 cartes illustrées par Bretécher et un livret écrit par Sabine Sikarcioglu[47].

### Adaptations des œuvres de Bretécher
Les œuvres de Bretécher ont fait l'objet d'adaptations animées, théâtrales et radiophoniques.
- En 1975, onze courts-métrages animés adaptés des Frustrés sont diffusés à la télévision française[19].
- En 2001, Canal + diffuse la série Agrippine sous la forme de 26 épisodes[113] de 26 minutes, produits par Ellipse Animation.
- En 2012, Christèle Wurmser adapte avec la réalisatrice Christine Bernard-Sugy les Frustrés (5 épisodes de 8 minutes) et Agrippine (5 épisodes de 25 minutes) pour France Culture ; cinq nouveaux épisodes des Frustrés sont diffusés en 2014[50].